# Shahrestān di Abumusa
Lo shahrestān di Abumusa (in farsi شهرستان ابوموسي), che comprende l'omonima isola, è uno dei 13 shahrestān della provincia dell'Hormozgan, il capoluogo è Abu Musa. Lo shahrestān è suddiviso in 2 circoscrizioni (bakhsh): 
- Centrale (بخش مرکزی)
- Tunb (بخش تنب)